# Criză febrilă
O criză febrilă, cunoscută și sub numele de temperatură critică sau convulsie febrilă reprezintă ocriză epileptică asociată cu o temperatură a corpului ridicată, dar fără să implice vreo problemă de sănătate. În general, acestea apar la copii cu vârste cuprinse între 6 luni și 5 ani. Majoritatea crizelor durează mai puțin de cinci minute, iar copilul își revine la normal complet în decurs de șaizeci de minute de la eveniment.

## Cauze și diagnostic
Crizele febrile pot constitui un caracter comun membrilor familiei. Diagnosticarea implică verificarea unei eventuale infecții la nivelul creierului, asigurându-se că nu există probleme metabolice și că nu au existat crize anterioare fără febră. Există două tipuri de convulsii febrile: convulsii febrile simple și complexe. Convulsiile febrile simple apar la copii sănătoși care au cel mult o criză clonico-tonică cu o durată de mai puțin de 15 minute într-o perioadă de 24 de ore. În general, analizele de sânge, imagistica corticală sau electroencefalograma (EEG) nu sunt necesare pentru stabilirea diagnosticului. Se recomandă examinarea pentru stabilirea sursei febrei. Pentru copiii sănătoși nu este obligatorie efectuarea unei  puncții lombare.

## Prevenire, gestionare, prognoză și epidemiologie
Nici medicația anticonvulsivantă, nici medicația antitermică nu sunt recomandate pentru a preveni eventualele convulsii febrile simple. În puținele cazuri ce durează mai mult de cinci minute, poate fi utilizată benzodiazepina sub forma lorazepamului sau amidazolamului. În general, rezultatele sunt excelente, obținându-se rezultate academice similare la alții copii și nu se aduce nici o modificare la rata de deces pentru acei copii care prezintă convulsii febrile simple. Există dovezi provizorii referitoare la existența unui risc ușor crescut de epilepsie la 2% din cazuri. Convulsiile febrile afectează între 2 și 10% dintre copiii până în 5 ani. Acestea sunt mai comune în cazul băieților decât al fetelor. După o singură convulsie febrilă există o probabilitate de 15-70% de a urma o a doua.